# Astronavtika
Astronávtika (grško άστρον: ástron – zvezda + ναυτική: navtiké – navtika – pomorstvo, iz naútes, latinsko nauta – mornar = nauk o plovbi) (rusko kozmonávtika (grško κόσμος: kosmos – Vesolje, (vesoljni) red), sestav)) je znanstvena veda, ki preučuje možnosti za gibanje in bivanje človeka ter delovanje in vodenje raziskovalnih naprav v območju izven zemeljskega ozračja, v vesoljskem prostoru. 
Vesoljski plovbi je dal ime astronavtika francoski letalski konstruktor in teoretik vesoljske plovbe Esnault-Pelterie (1881–1957). Izraz kozmonavtika je uvedel rusko-nemški raketni konstruktor in pionir raketne tehnike Langemak (1898-1938) Med astronavtiko in aeronavtiko, vedi o letenju v ozračju, ni ostre meje, in se vedi dopoljnjujeta. Včasih z izrazom aeroastronavtika (aerokozmonavtika) združijo obe. Vesoljske polete nekako določa Kármánova ločnica. 

## Pregled astronavtike
Najpomembnejši del astronavtike je raketna tehnika, saj so rakete edina plovila, ki lahko dosežejo drugo kozmično hitrost za gibanje v odprtem vesoljskem prostoru. Na površju Zemlje je ubežna hitrost približno 11,2 km/s. Na višini 9000 km v »vesoljskem prostoru« je nekaj manj kot 7,1 km/s.
Omejitve mase, temperature in zunanje sile zahtevajo, da naprave v vesoljskem prostoru prenesejo izredne razmere: visok vakuum, sevanje medplanetarnega prostora, magnetne sevalne pasove nizke zemeljske tirnice. Rakete nosilke morajo zdržati ogromne sile, na satelite pa lahko v zelo kratkem času delujejo velike temperaturne razlike. Skrajne omejitve mase povzročajo, da morajo raketni inženirji v konstrukcijah varčno razporejati maso zaradi največjega koristnega tovora, ki lahko doseže tirnico.

## Zgodovina astronavtike
Zgodnje obdobje astronavtike je teoretično. matematične osnove potovanja po vesoljskem prostoru je dal Newton v 17. stoletju v svoji razpravi Matematična načela Tudi drugi matematiki in fiziki, kot sta Euler in Lagrange, so v 18. in 19. stoletju veliko prispevali k teoretičnim osnovam. Navkljub temu astronavtika vs do sredine 20. stoletja ni imela praktičnih rezultatov. Na drugi strani je vprašanje vesoljskih poletov vzpodbujalo domišljijo piscev znanstvene fantastike kot sta Verne ali Wells.
Na začetku 20. stoletja je Ciolkovski izpeljal enačbo rakete, vodilno enačbo za pogon z raketnim motorjem. Enačba omogoča izračun končne hitrosti rakete iz mase praznega plovila {\displaystyle m_{1}\!\,}, skupne mase pogonskega sredstva in plovila {\displaystyle m_{0}} in efektivne izpušne hitrosti izhajanja pogonskega sredstva {\displaystyle v_{\rm {e}}}:
{\displaystyle \Delta v=v_{\rm {e}}\ln {\frac {m_{0}}{m_{1}}}\!\,.}
V zgodnjih 1920. je Goddard razvijal rakete na tekoče gorivo, ki so v naslednjih desetletjih postale ključnega pomena pri razvoju raket V2 in Saturn V. Navdušen nad delom Ciolkovskega je Zander leta 1924 ustanovil prvo kozmonavtsko društvo v Sovjetski zvezi (Obščestvo izlučeniya mežplanetnyh coobščenij) in pozneje izdelal in uspešno raziskoval rakete na tekoče gorivo tipa OR-1 (1930) in OR-2 (1933).